# Journal d'une jeune Nord-Coréenne
Pour plus de détails, voir Fiche technique et Distribution.
Journal d'une jeune Nord-Coréenne (한 녀학생의 일기, Han nyeohaksaengeui ilgi) est un film nord-coréen réalisé par Jang In-hak, sorti en 2006.

## Synopsis
Comme le reste de sa famille, Su-ryeon, une étudiante, voit rarement son père. Celui-ci, un scientifique absorbé par ses recherches, travaille à l'autre bout du pays. Cette situation entraîne des tensions dans la famille et influence Su-ryeon. Au seuil de la vie universitaire, c'est l'heure pour elle des choix qui détermineront sa vie...

## Dimension politique du film
Le script du film a bénéficié des conseils de Kim Jong-il pour le scénario, ce qui n'est sans doute pas étranger à la morale portée par le film qui raconte comment la jeunesse doit résister aux tentations matérielles pour respecter ses "parents" tout en travaillant vertueusement à l'avenir collectif (notamment au travers de la recherche). Cependant, selon les informations du Guardian, il se dit que le film se différencierait de la production habituelle du régime par son style naturel très différent de celui des classiques du cinéma nord-coréen comme Sea of Blood, Flames Spreading Over the Land ou The Path to Awakening...

## Fiche technique
- Titre : Journal d'une jeune Nord-Coréenne
- Titre original : Han nyeohaksaengeui ilgi (한 녀학생의 일기)
- Titre anglais : The Schoolgirl's Diary
- Réalisateur : Jang In-hak
- Scénario : An Jun-bo
- Production : Studios de cinéma artistique de Corée
- Musique : Jo Seong-su
- Photographie : Hwang Ryong-cheol et Han Heui-gwang
- Montage : Pak Jeong-suk
- Directeur artistique : Jo Yeong-gil
- Pays d'origine : Corée du Nord
- Genre : Drame
- Durée : 94 minutes
- Ventes internationales : Korea Film Export & Import Corporation
- Dates de sortie : 2006 (Corée du Nord), 2007 (France)

## Distribution
- Pak Mi-hyang : Su-ryeon
- Kim Cheol : San-myeong
- Kim Yeong-suk : Jeong Ran
- Kim Jin-mi : Su-ok
- Kim Myeong-woon
- Shin Hak-myeong
- Kim Jeong-mi

## À noter
- Box-office : Corée du Nord : 8 millions d'entrées
- Présenté (hors compétition) au dixième Festival international du film de Pyongyang le 14 septembre 2006
- Le distributeur français Pretty Pictures, présent au dixième Festival international du film de Pyongyang en septembre 2006, a acheté les droits du film. La sortie est annoncée pour le 26 décembre 2007, après avoir été présenté au Marché du Film à Cannes 07.

### Critiques
- François-Guillaume Lorrain, « Bienvenue à Kollywood  », Le Point, 13 décembre 2007